# Agelenidae-fajok listája
Ez az oldal a zugpókfélék (Agelenidae) családjában 2009. április 29-ig leírt fajokat listázza.

## Acutipetala
Acutipetala Dankittipakul & Zhang, 2008
- Acutipetala donglini Dankittipakul & Zhang, 2008 — Thaiföld
- Acutipetala octoginta Dankittipakul & Zhang, 2008 — Thaiföld

## Agelena
Agelena Walckenaer, 1805
- Agelena agelenoides (Walckenaer, 1842) — Nyugat-Mediterráneum
- Agelena annulipedella Strand, 1913 — Közép-Afrika
- Agelena atlantea Fage, 1938 — Marokkó
- Agelena australis Simon, 1896 — Dél-Afrika
- Agelena babai Tanikawa, 2005 — Japán
- Agelena barunae Tikader, 1970 — India
- Agelena bifida Wang, 1997 — Kína
- Agelena borbonica Vinson, 1863 — Réunion
- Agelena canariensis Lucas, 1838 — Kanári-szigetek, Marokkó, Algéria
- Agelena chayu Zhang, Zhu & Song, 2005 — Kína
- Agelena choi Paik, 1965 — Korea
- Agelena consociata Denis, 1965 — Gabon
- Agelena cuspidata Zhang, Zhu & Song, 2005 — Kína
- Agelena donggukensis Kim, 1996 — Korea, Japán
- Agelena doris Hogg, 1922 — Vietnam
- Agelena dubiosa Strand, 1908 — Etiópia, Ruanda
- Agelena fagei Caporiacco, 1949 — Kenya
- Agelena funerea Simon, 1909 — Kelet-Afrika
- Agelena gaerdesi Roewer, 1955 — Namíbia
- Agelena gautami Tikader, 1962 — India
- Agelena gomerensis Wunderlich, 1992 — Kanári-szigetek
- Agelena gonzalezi Schmidt, 1980 — Kanári-szigetek
- Agelena hirsutissima Caporiacco, 1940 — Etiópia
- Agelena howelli Benoit, 1978 — Tanzánia
- Agelena incertissima Caporiacco, 1939 — Etiópia
- Agelena inda Simon, 1897 — India
- Agelena injuria Fox, 1936 — Kína
- Agelena jaundea Roewer, 1955 — Kamerun
- Agelena jirisanensis Paik, 1965 — Korea
- Agelena jumbo Strand, 1913 — Közép-Afrika
  - Agelena jumbo kiwuensis Strand, 1913 — Kelet-Afrika
- Agelena keniana Roewer, 1955 — Kenya
- Agelena kiboschensis Lessert, 1915 — Közép- és Kelet-Afrika
- Agelena koreana Paik, 1965 — Korea
- Agelena labyrinthica (Clerck, 1757) — Palearktikum
- Agelena lawrencei Roewer, 1955 — Zimbabwe
- Agelena limbata Thorell, 1897 — Kína, Korea, Mianmar, Japán
- Agelena lingua Strand, 1913 — Közép-Afrika
- Agelena littoricola Strand, 1913 — Közép-Afrika
- Agelena longimamillata Roewer, 1955 — Mozambik
- Agelena longipes Carpenter, 1900 — Anglia (behurcolt)
- Agelena lukla Nishikawa, 1980 — Nepál
- Agelena maracandensis (Charitonov, 1946) — Közép-Ázsia
- Agelena mengeella Strand, 1942 — Németország
- Agelena mengei Lebert, 1877 — Svájc
- Agelena moschiensis Roewer, 1955 — Tanzánia
- Agelena mossambica Roewer, 1955 — Mozambik
- Agelena nairobii Caporiacco, 1949 — Közép- és Kelet-Afrika
- Agelena nigra Caporiacco, 1940 — Etiópia
- Agelena nyassana Roewer, 1955 — Malawi
- Agelena oaklandensis Barman, 1979 — India
- Agelena orientalis C. L. Koch, 1837 — Olaszországtól Közép-Ázsiáig, Irán
- Agelena poliosata Wang, 1991 — Kína
- Agelena republicana Darchen, 1967 — Gabon
- Agelena sangzhiensis Wang, 1991 — Kína
- Agelena satmila Tikader, 1970 — India
- Agelena scopulata Wang, 1991 — Kína
- Agelena secsuensis Lendl, 1898 — Kína
- Agelena sherpa Nishikawa, 1980 — Nepál
- Agelena shillongensis Tikader, 1969 — India
- Agelena silvatica Oliger, 1983 — Oroszország, Kína, Japán
- Agelena suboculata Simon, 1910 — Namíbia
- Agelena tadzhika Andreeva, 1976 — Oroszország, Közép-Ázsia
- Agelena tenerifensis Wunderlich, 1992 — Kanári-szigetek
- Agelena tenuella Roewer, 1955 — Kamerun
- Agelena tenuis Hogg, 1922 — Vietnam
- Agelena teteana Roewer, 1955 — Mozambik
- Agelena tungchis Lee, 1998 — Tajvan
- Agelena zorica Strand, 1913 — Közép- és Kelet-Afrika
- Agelena zuluana Roewer, 1955 — Dél-Afrika

## Agelenella
Agelenella Lehtinen, 1967
- Agelenella pusilla (Pocock, 1903) — Jemen, Socotra

## Agelenopsis
Agelenopsis Giebel, 1869
- Agelenopsis actuosa (Gertsch & Ivie, 1936) — USA, Kanada
- Agelenopsis aleenae Chamberlin & Ivie, 1935 — USA
- Agelenopsis aperta (Gertsch, 1934) — USA, Mexikó
- Agelenopsis emertoni Chamberlin & Ivie, 1935 — USA
- Agelenopsis kastoni Chamberlin & Ivie, 1941 — USA
- Agelenopsis longistyla (Banks, 1901) — USA
- Agelenopsis naevia (Walckenaer, 1842) — USA, Kanada
- Agelenopsis oklahoma (Gertsch, 1936) — USA
- Agelenopsis oregonensis Chamberlin & Ivie, 1935 — USA
- Agelenopsis pennsylvanica (C. L. Koch, 1843) — USA
- Agelenopsis potteri (Blackwall, 1846) — Észak-Amerika, Oroszországba behurcolták
- Agelenopsis spatula Chamberlin & Ivie, 1935 — USA
- Agelenopsis utahana (Chamberlin & Ivie, 1933) — USA, Kanada, Alaszka

## Ageleradix
Ageleradix Xu & Li, 2007
- Ageleradix cymbiforma (Wang, 1991) — Kína
- Ageleradix otiforma (Wang, 1991) — Kína
- Ageleradix sichuanensis Xu & Li, 2007 — Kína
- Ageleradix schwendingeri Zhang, Li & Xu, 2008 — Kína
- Ageleradix sternseptum Zhang, Li & Xu, 2008 — Kína
- Ageleradix zhishengi Zhang, Li & Xu, 2008 — Kína

## Agelescape
Agelescape Levy, 1996
- Agelescape affinis (Kulczynski, 1911) — Törökország, Szíria
- Agelescape caucasica Guseinov, Marusik & Koponen, 2005 — Azerbajdzsán
- Agelescape dunini Guseinov, Marusik & Koponen, 2005 — Azerbajdzsán
- Agelescape gideoni Levy, 1996 — Törökországtól Izraelig
- Agelescape levyi Guseinov, Marusik & Koponen, 2005 — Azerbajdzsán
- Agelescape livida (Simon, 1875) — Mediterráneum
- Agelescape talyshica Guseinov, Marusik & Koponen, 2005 — Azerbajdzsán

## Ahua
Ahua Forster & Wilton, 1973
- Ahua dentata Forster & Wilton, 1973 — Új-Zéland
- Ahua insula Forster & Wilton, 1973 — Új-Zéland
- Ahua kaituna Forster & Wilton, 1973 — Új-Zéland
- Ahua vulgaris Forster & Wilton, 1973 — Új-Zéland

## Allagelena
Allagelena Zhang, Zhu & Song, 2006
- Allagelena bistriata (Grube, 1861) — Kína
- Allagelena difficilis (Fox, 1936) — Kína, Korea
- Allagelena gracilens (C. L. Koch, 1841) — Közép-Európa, Mediterráneumtól Közép-Ázsiáig
- Allagelena monticola Chami-Kranon, Likhitrakarn & Dankittipakul, 2007 — Thaiföld
- Allagelena opulenta (L. Koch, 1878) — Kína, Korea, Tajvan, Japán

## Aterigena
Aterigena Bolzern, Hänggi & Hänggi, 2010
- Aterigena aculeata (Wang, 1992) – Kína
- Aterigena aliquoi (Brignoli, 1971) – Szicília
- Aterigena aspromontensis Bolzern, Hänggi & Burckhardt, 2010 – Olaszország
- Aterigena ligurica (Simon, 1916) – típusfaj; Franciaország, Olaszország
- Aterigena soriculata (Simon, 1873) – Korzika, Szardínia

## Azerithonica
Azerithonica Guseinov, Marusik & Koponen, 2005
- Azerithonica hyrcanica Guseinov, Marusik & Koponen, 2005 — Azerbajdzsán

## Barronopsis
Barronopsis Chamberlin & Ivie, 1941
- Barronopsis arturoi Alayón, 1993 — Kuba
- Barronopsis barrowsi (Gertsch, 1934) — USA
- Barronopsis campephila Alayón, 1993 — Kuba
- Barronopsis cesari Alayón, 1993 — Kuba
- Barronopsis floridensis (Roth, 1954) — USA, Bahama-szigetek
- Barronopsis jeffersi (Muma, 1945) — USA
- Barronopsis texana (Gertsch, 1934) — USA

## Benoitia
Benoitia Lehtinen, 1967
- Benoitia agraulosa (Wang & Wang, 1991) — Kína
- Benoitia bornemiszai (Caporiacco, 1947) — Kelet-Afrika
- Benoitia deserticola (Simon, 1910) — Namíbia, Botswana
- Benoitia lepida (O. P.-Cambridge, 1876) — Észak-Afrika, Ciprus, Izrael, Jemen
- Benoitia ocellata (Pocock, 1900) — Dél-Afrika
- Benoitia raymondeae (Lessert, 1915) — Kelet-Afrika
- Benoitia rhodesiae (Pocock, 1901) — Dél-Afrika
- Benoitia timida (Audouin, 1826) — Egyiptom, Izrael
- Benoitia upembana (Roewer, 1955) — Kongó

## Calilena
Calilena Chamberlin & Ivie, 1941
- Calilena absoluta (Gertsch, 1936) — USA
- Calilena adna Chamberlin & Ivie, 1941 — USA
- Calilena angelena Chamberlin & Ivie, 1941 — USA
- Calilena arizonica Chamberlin & Ivie, 1941 — USA
- Calilena californica (Banks, 1896) — USA
- Calilena gertschi Chamberlin & Ivie, 1941 — USA
- Calilena gosoga Chamberlin & Ivie, 1941 — USA
- Calilena magna Chamberlin & Ivie, 1941 — USA
- Calilena nita Chamberlin & Ivie, 1941 — USA
- Calilena peninsulana (Banks, 1898) — Mexikó
- Calilena restricta Chamberlin & Ivie, 1941 — USA
  - Calilena restricta dixiana Chamberlin & Ivie, 1941 — USA
- Calilena saylori Chamberlin & Ivie, 1941 — USA
- Calilena siva Chamberlin & Ivie, 1941 — USA
- Calilena stylophora Chamberlin & Ivie, 1941 — USA
  - Calilena stylophora laguna Chamberlin & Ivie, 1941 — USA
  - Calilena stylophora oregona Chamberlin & Ivie, 1941 — USA
  - Calilena stylophora pomona Chamberlin & Ivie, 1941 — USA
- Calilena umatilla Chamberlin & Ivie, 1941 — USA
  - Calilena umatilla schizostyla Chamberlin & Ivie, 1941 — USA
- Calilena yosemita Chamberlin & Ivie, 1941 — USA

## Eratigena
Eratigena Bolzern, Burckhardt & Hänggi, 2013
- Eratigena agrestis (Walckenaer, 1802) — Európától Közép-Ázsiáig, USA, Kanada
- Eratigena arganoi (Brignoli, 1971) – Olaszország
- Eratigena atrica (C. L. Koch, 1843) — Európa, Észak-Amerikába behurcolták
- Eratigena balearica (Brignoli, 1978) – Baleár-szigetek
- Eratigena barrientosi (Bolzern, Crespo & Cardoso, 2009) — Portugália
- Eratigena bucculenta (L. Koch, 1868) — Portugália, Spanyolország
- Eratigena feminea (Simon, 1870) — Portugália, Spanyolország
- Eratigena fuesslini (Pavesi, 1873) — Európa
- Eratigena herculea (Fage, 1931) — Spanyolország
- Eratigena hispanica (Fage, 1931) — Spanyolország
- Eratigena incognita (Bolzern, Crespo & Cardoso, 2009) — Portugália
- Eratigena inermis (Simon, 1870) — Spanyolország, Franciaország
- Eratigena laksao (Bolzern & Jäger, 2015) – Laosz
- Eratigena montigena (Simon, 1937) — Portugália, Spanyolország
- Eratigena picta (Simon, 1870) – Európa, Oroszország, Észak-Afrika
- Eratigena sardoa (Brignoli, 1977) – Szardínia
- Eratigena sicana (Brignoli, 1976) – Szicília, Szardínia
- Eratigena vidua (Cárdenas & Barrientos, 2011) – Spanyolország
- Eratigena vomeroi (Brignoli, 1977) — Olaszország

## Hadites
Hadites Keyserling, 1862
- Hadites tegenarioides Keyserling, 1862 — Horvátország

## Histopona
Histopona Thorell, 1869
- Histopona bidens (Absolon & Kratochvíl, 1933) — Horvátország, Macedónia
- Histopona conveniens (Kulczynski, 1914) — Bosznia-Hercegovina
- Histopona dubia (Absolon & Kratochvíl, 1933) — Horvátország, Bosznia-Hercegovina
- Histopona egonpretneri Deeleman-Reinhold, 1983 — Horvátország
- Histopona hauseri (Brignoli, 1972) — Görögország, Macedónia
- Histopona isolata Deeleman-Reinhold, 1983 — Kréta
- Histopona italica Brignoli, 1977 — Svájc, Olaszország
- Histopona krivosijana (Kratochvíl, 1935) — Montenegró
- Histopona laeta (Kulczynski, 1897) — Románia
- Histopona luxurians (Kulczynski, 1897) — Ausztria, Kelet-Európa
- Histopona myops (Simon, 1885) — Kelet-Európa
- Histopona palaeolithica (Brignoli, 1971) — Olaszország
- Histopona sinuata (Kulczynski, 1897) — Románia
- Histopona strinatii (Brignoli, 1976) — Görögország
- Histopona thaleri Gasparo, 2005 — Görögország
- Histopona torpida (C. L. Koch, 1837) — Európa, Oroszország
- Histopona tranteevi Deltshev, 1978 — Bulgária
- Histopona vignai Brignoli, 1980 — Görögország

## Hololena
Hololena Chamberlin & Gertsch, 1929
- Hololena adnexa (Chamberlin & Gertsch, 1929) — USA
- Hololena aduma Chamberlin & Ivie, 1942 — USA
- Hololena altura Chamberlin & Ivie, 1942 — USA
- Hololena atypica Chamberlin & Ivie, 1942 — USA
- Hololena barbarana Chamberlin & Ivie, 1942 — USA
- Hololena curta (McCook, 1894) — USA, Kanada, Alaszka
- Hololena dana Chamberlin & Ivie, 1942 — USA
- Hololena frianta Chamberlin & Ivie, 1942 — USA
- Hololena furcata (Chamberlin & Gertsch, 1929) — USA
- Hololena hola (Chamberlin, 1928) — USA
- Hololena hopi Chamberlin & Ivie, 1942 — USA
- Hololena lassena Chamberlin & Ivie, 1942 — USA
- Hololena madera Chamberlin & Ivie, 1942 — USA
- Hololena mimoides (Chamberlin, 1919) — USA
- Hololena monterea Chamberlin & Ivie, 1942 — USA
- Hololena nedra Chamberlin & Ivie, 1942 — USA
- Hololena nevada (Chamberlin & Gertsch, 1929) — USA
- Hololena oola Chamberlin & Ivie, 1942 — USA
- Hololena oquirrhensis (Chamberlin & Gertsch, 1930) — USA
- Hololena pacifica (Banks, 1896) — USA
- Hololena parana Chamberlin & Ivie, 1942 — USA
- Hololena pearcei Chamberlin & Ivie, 1942 — USA
- Hololena rabana Chamberlin & Ivie, 1942 — USA
- Hololena santana Chamberlin & Ivie, 1942 — USA
- Hololena septata Chamberlin & Ivie, 1942 — USA
- Hololena sidella Chamberlin & Ivie, 1942 — USA
- Hololena sula Chamberlin & Ivie, 1942 — USA
- Hololena tentativa (Chamberlin & Gertsch, 1929) — USA
- Hololena tulareana Chamberlin & Ivie, 1942 — USA
- Hololena turba Chamberlin & Ivie, 1942 — USA

## Huangyuania
Huangyuania Song & Li, 1990
- Huangyuania tibetana (Hu & Li, 1987) — Kína

## Huka
Huka Forster & Wilton, 1973
- Huka alba Forster & Wilton, 1973 — Új-Zéland
- Huka lobata Forster & Wilton, 1973 — Új-Zéland
- Huka minima Forster & Wilton, 1973 — Új-Zéland
- Huka minuta Forster & Wilton, 1973 — Új-Zéland
- Huka pallida Forster & Wilton, 1973 — Új-Zéland

## Kidugua
Kidugua Lehtinen, 1967
- Kidugua spiralis Lehtinen, 1967 — Kongó

## Lycosoides
Lycosoides Lucas, 1846
- Lycosoides caparti (de Blauwe, 1980) — Marokkó, Algéria
- Lycosoides coarctata (Dufour, 1831) — Mediterráneum
- Lycosoides crassivulva (Denis, 1954) — Marokkó
- Lycosoides flavomaculata Lucas, 1846 — Mediterráneum
- Lycosoides instabilis (Denis, 1954) — Marokkó
- Lycosoides lehtineni Marusik & Guseinov, 2003 — Azerbajdzsán
- Lycosoides leprieuri (Simon, 1875) — Algéria, Tunézia
- Lycosoides parva (Denis, 1954) — Marokkó
- Lycosoides subfasciata (Simon, 1870) — Marokkó, Algéria
- Lycosoides variegata (Simon, 1870) — Spanyolország, Marokkó, Algéria

## Mahura
Mahura Forster & Wilton, 1973
- Mahura accola Forster & Wilton, 1973 — Új-Zéland
- Mahura bainhamensis Forster & Wilton, 1973 — Új-Zéland
- Mahura boara Forster & Wilton, 1973 — Új-Zéland
- Mahura crypta Forster & Wilton, 1973 — Új-Zéland
- Mahura detrita Forster & Wilton, 1973 — Új-Zéland
- Mahura hinua Forster & Wilton, 1973 — Új-Zéland
- Mahura musca Forster & Wilton, 1973 — Új-Zéland
- Mahura rubella Forster & Wilton, 1973 — Új-Zéland
- Mahura rufula Forster & Wilton, 1973 — Új-Zéland
- Mahura scuta Forster & Wilton, 1973 — Új-Zéland
- Mahura sorenseni Forster & Wilton, 1973 — Új-Zéland
- Mahura southgatei Forster & Wilton, 1973 — Új-Zéland
- Mahura spinosa Forster & Wilton, 1973 — Új-Zéland
- Mahura spinosoides Forster & Wilton, 1973 — Új-Zéland
- Mahura takahea Forster & Wilton, 1973 — Új-Zéland
- Mahura tarsa Forster & Wilton, 1973 — Új-Zéland
- Mahura turris Forster & Wilton, 1973 — Új-Zéland
- Mahura vella Forster & Wilton, 1973 — Új-Zéland

## Maimuna
Maimuna Lehtinen, 1967
- Maimuna bovierlapierrei (Kulczynski, 1911) — Libanon, Izrael
- Maimuna cariae Brignoli, 1978 — Törökország
- Maimuna carmelica Levy, 1996 — Izrael
- Maimuna cretica (Kulczynski, 1903) — Görögország, Kréta
- Maimuna inornata (O. P.-Cambridge, 1872) — Görögország, Szíria, Izrael
- Maimuna meronis Levy, 1996 — Izrael
- Maimuna vestita (C. L. Koch, 1841) — Keleti Mediterráneum

## Malthonica
Malthonica Simon, 1898
- Malthonica africana Simon & Fage, 1922 – Kelet-Afrika
- Malthonica daedali Brignoli, 1980 – Kréta
- Malthonica lusitanica Simon, 1898 - típusfaj; Portugáliától Franciaországig
- Malthonica minoa (Brignoli, 1976) – Kréta
- Malthonica oceanica Barrientos & Cardoso, 2007 – Portugália
- Malthonica paraschiae Brignoli, 1984 – Görögország
- Malthonica spinipalpis Deltshev, 1990 – Görögország

## Melpomene
Melpomene O. P.-Cambridge, 1898
- Melpomene bicavata (F. O. P.-Cambridge, 1902) — Mexikó
- Melpomene bipunctata (Roth, 1967) — Trinidad
- Melpomene chiricana Chamberlin & Ivie, 1942 — Panama
- Melpomene coahuilana (Gertsch & Davis, 1940) — Mexikó
- Melpomene elegans O. P.-Cambridge, 1898 — Mexikó
- Melpomene panamana (Petrunkevitch, 1925) — Panama
- Melpomene penetralis (F. O. P.-Cambridge, 1902) — Costa Rica
- Melpomene plesia Chamberlin & Ivie, 1942 — Panama
- Melpomene quadrata (Kraus, 1955) — El Salvador
- Melpomene rita (Chamberlin & Ivie, 1941) — USA
- Melpomene singula (Gertsch & Ivie, 1936) — Mexikó
- Melpomene transversa (F. O. P.-Cambridge, 1902) — Mexikó

## Mistaria
Mistaria Lehtinen, 1967
- Mistaria leucopyga (Pavesi, 1883) — Közép- és Kelet-Afrika, Jemen
  - Mistaria leucopyga niangarensis (Lessert, 1927) — Kelet-Afrika

## Neoramia
Neoramia Forster & Wilton, 1973
- Neoramia allanae Forster & Wilton, 1973 — Új-Zéland
- Neoramia alta Forster & Wilton, 1973 — Új-Zéland
- Neoramia charybdis (Hogg, 1910) — Új-Zéland
- Neoramia childi Forster & Wilton, 1973 — Új-Zéland
- Neoramia crucifera (Hogg, 1909) — Auckland-szigetek
- Neoramia finschi (L. Koch, 1872) — Új-Zéland
- Neoramia fiordensis Forster & Wilton, 1973 — Új-Zéland
- Neoramia hoggi (Forster, 1964) — Campbell-szigetek
- Neoramia hokina Forster & Wilton, 1973 — Új-Zéland
- Neoramia janus (Bryant, 1935) — Új-Zéland
- Neoramia koha Forster & Wilton, 1973 — Új-Zéland
- Neoramia komata Forster & Wilton, 1973 — Új-Zéland
- Neoramia mamoea Forster & Wilton, 1973 — Új-Zéland
- Neoramia marama Forster & Wilton, 1973 — Új-Zéland
- Neoramia margaretae Forster & Wilton, 1973 — Új-Zéland
- Neoramia matua Forster & Wilton, 1973 — Új-Zéland
- Neoramia minuta Forster & Wilton, 1973 — Új-Zéland
- Neoramia nana Forster & Wilton, 1973 — Új-Zéland
- Neoramia oroua Forster & Wilton, 1973 — Új-Zéland
- Neoramia otagoa Forster & Wilton, 1973 — Új-Zéland
- Neoramia raua Forster & Wilton, 1973 — Új-Zéland
- Neoramia setosa (Bryant, 1935) — Új-Zéland

## Neorepukia
Neorepukia Forster & Wilton, 1973
- Neorepukia hama Forster & Wilton, 1973 — Új-Zéland
- Neorepukia pilama Forster & Wilton, 1973 — Új-Zéland

## Neotegenaria
Neotegenaria Roth, 1967
- Neotegenaria agelenoides Roth, 1967 — Guyana

## Novalena
Novalena Chamberlin & Ivie, 1942
- Novalena annamae (Gertsch & Davis, 1940) — Mexikó
- Novalena approximata (Gertsch & Ivie, 1936) — Costa Rica
- Novalena attenuata (F. O. P.-Cambridge, 1902) — Mexikó, Guatemala
- Novalena bipartita (Kraus, 1955) — El Salvador
- Novalena calavera Chamberlin & Ivie, 1942 — USA
- Novalena costata (F. O. P.-Cambridge, 1902) — Costa Rica
- Novalena cuspidata (F. O. P.-Cambridge, 1902) — Mexikó
- Novalena idahoana (Gertsch, 1934) — USA
- Novalena intermedia (Chamberlin & Gertsch, 1930) — USA
- Novalena laticava (Kraus, 1955) — El Salvador
- Novalena lobata (F. O. P.-Cambridge, 1902) — Mexikó
- Novalena lutzi (Gertsch, 1933) — USA
- Novalena marginata (F. O. P.-Cambridge, 1902) — Mexikó
- Novalena nova (O. P.-Cambridge, 1896) — Guatemala
- Novalena orizaba (Banks, 1898) — Mexikó
- Novalena pina Chamberlin & Ivie, 1942 — USA
- Novalena tolucana (Gertsch & Davis, 1940) — Mexikó
- Novalena variabilis (F. O. P.-Cambridge, 1902) — Mexikó
- Novalena wawona Chamberlin & Ivie, 1942 — USA

## Olorunia
Olorunia Lehtinen, 1967
- Olorunia punctata Lehtinen, 1967 — Kongó

## Oramia
Oramia Forster, 1964
- Oramia chathamensis (Simon, 1899) — Chatham-szigetek
- Oramia frequens (Rainbow, 1920) — Lord Howe-szigetcsoport
- Oramia littoralis Forster & Wilton, 1973 — Új-Zéland
- Oramia mackerrowi (Marples, 1959) — Új-Zéland
- Oramia marplesi Forster, 1964 — Auckland-szigetek
- Oramia occidentalis (Marples, 1959) — Új-Zéland
- Oramia rubrioides (Hogg, 1909) — Ausztrália, Új-Zéland
- Oramia solanderensis Forster & Wilton, 1973 — Új-Zéland

## Oramiella
Oramiella Forster & Wilton, 1973
- Oramiella wisei Forster & Wilton, 1973 — Új-Zéland

## Orepukia
Orepukia Forster & Wilton, 1973
- Orepukia alta Forster & Wilton, 1973 — Új-Zéland
- Orepukia catlinensis Forster & Wilton, 1973 — Új-Zéland
- Orepukia dugdalei Forster & Wilton, 1973 — Új-Zéland
- Orepukia egmontensis Forster & Wilton, 1973 — Új-Zéland
- Orepukia florae Forster & Wilton, 1973 — Új-Zéland
- Orepukia geophila Forster & Wilton, 1973 — Új-Zéland
- Orepukia grisea Forster & Wilton, 1973 — Új-Zéland
- Orepukia insula Forster & Wilton, 1973 — Új-Zéland
- Orepukia nota Forster & Wilton, 1973 — Új-Zéland
- Orepukia nummosa (Hogg, 1909) — Új-Zéland
- Orepukia orophila Forster & Wilton, 1973 — Új-Zéland
- Orepukia pallida Forster & Wilton, 1973 — Új-Zéland
- Orepukia poppelwelli Forster & Wilton, 1973 — Új-Zéland
- Orepukia prina Forster & Wilton, 1973 — Új-Zéland
- Orepukia rakiura Forster & Wilton, 1973 — Új-Zéland
- Orepukia redacta Forster & Wilton, 1973 — Új-Zéland
- Orepukia riparia Forster & Wilton, 1973 — Új-Zéland
- Orepukia sabua Forster & Wilton, 1973 — Új-Zéland
- Orepukia similis Forster & Wilton, 1973 — Új-Zéland
- Orepukia simplex Forster & Wilton, 1973 — Új-Zéland
- Orepukia sorenseni Forster & Wilton, 1973 — Új-Zéland
- Orepukia tanea Forster & Wilton, 1973 — Új-Zéland
- Orepukia tonga Forster & Wilton, 1973 — Új-Zéland
- Orepukia virtuta Forster & Wilton, 1973 — Új-Zéland

## Paramyro
Paramyro Forster & Wilton, 1973
- Paramyro apicus Forster & Wilton, 1973 — Új-Zéland
- Paramyro parapicus Forster & Wilton, 1973 — Új-Zéland

## Porotaka
Porotaka Forster & Wilton, 1973
- Porotaka detrita Forster & Wilton, 1973 — Új-Zéland
- Porotaka florae Forster & Wilton, 1973 — Új-Zéland

## Pseudotegenaria
Pseudotegenaria Caporiacco, 1934
- Pseudotegenaria animata (Kratochvíl & Miller, 1940) — Montenegró
- Pseudotegenaria bayeri (Kratochvíl, 1934) — Bosznia-Hercegovina, Montenegró
- Pseudotegenaria bosnica (Kratochvíl & Miller, 1940) — Horvátország, Bosznia-Hercegovina
- Pseudotegenaria decolorata (Kratochvíl & Miller, 1940) — Horvátország
- Pseudotegenaria parva Caporiacco, 1934 — Líbia

## Rualena
Rualena Chamberlin & Ivie, 1942
- Rualena alleni Chamberlin & Ivie, 1942 — USA
- Rualena avila Chamberlin & Ivie, 1942 — USA
- Rualena balboae (Schenkel, 1950) — USA
- Rualena cavata (F. O. P.-Cambridge, 1902) — Mexikó
- Rualena cockerelli Chamberlin & Ivie, 1942 — USA
- Rualena cruzana Chamberlin & Ivie, 1942 — USA
- Rualena goleta Chamberlin & Ivie, 1942 — USA
- Rualena magnacava Chamberlin & Ivie, 1942 — USA
- Rualena pasquinii Brignoli, 1974 — Mexikó
- Rualena rua (Chamberlin, 1919) — USA
- Rualena simplex (F. O. P.-Cambridge, 1902) — Guatemala
- Rualena surana Chamberlin & Ivie, 1942 — USA

## Tararua
Tararua Forster & Wilton, 1973
- Tararua celeripes (Urquhart, 1891) — Új-Zéland
- Tararua clara Forster & Wilton, 1973 — Új-Zéland
- Tararua diversa Forster & Wilton, 1973 — Új-Zéland
- Tararua foordi Forster & Wilton, 1973 — Új-Zéland
- Tararua puna Forster & Wilton, 1973 — Új-Zéland
- Tararua ratuma Forster & Wilton, 1973 — Új-Zéland
- Tararua versuta Forster & Wilton, 1973 — Új-Zéland

## Tegenaria
Tegenaria Latreille, 1804
- Tegenaria abchasica Charitonov, 1941 – Oroszország, Grúzia
- Tegenaria achaea Brignoli, 1977 – Görögország
- Tegenaria adomestica Guseinov, Marusik & Koponen, 2005 – Azerbajdzsán
- Tegenaria africana Lucas, 1846 – Algéria
- Tegenaria agnolettii Brignoli, 1978 – Törökország
- Tegenaria angustipalpis Levy, 1996 – Görögország, Izrael
- Tegenaria anhela Brignoli, 1972 – Törökország
- Tegenaria animata Kratochvíl & Miller, 1940 – Szerbia, Montenegró, Macedónia
- Tegenaria annae Bolzern, Burckhardt & Hänggi, 2013 – Görögország
- Tegenaria annulata Kulczyński, 1913 – Bosznia-Hercegovina, Horvátország, Szerbia, Montenegró
- Tegenaria argaeica Nosek, 1905 – Bulgária, Törökország
- Tegenaria ariadnae Brignoli, 1984 – Kréta
- Tegenaria armigera Simon, 1873 – Korzika, Szardínia
- Tegenaria averni Brignoli, 1978 – Törökország
- Tegenaria bayeri Kratochvíl, 1934 – Bosznia-Hercegovina, Szerbia, Montenegró
- Tegenaria bayrami Kaya et al., 2010 – Törökország
- Tegenaria blanda Gertsch, 1971 – Mexikó
- Tegenaria bosnica Kratochvíl & Miller, 1940 – Horvátország, Bosznia-Hercegovina, Szerbia, Montenegró
- Tegenaria bozhkovi (Deltshev, 2008) – Bulgária
- Tegenaria campestris (C. L. Koch, 1834) – Európától Azerbajdzsánig
- Tegenaria capolongoi Brignoli, 1977 – Olaszország
- Tegenaria carensis Barrientos, 1981 – Spanyolország
- Tegenaria caverna Gertsch, 1971 – Mexikó
- Tegenaria chebana Thorell, 1897 – Mianmar
- Tegenaria chiricahuae Roth, 1968 – USA
- Tegenaria chumachenkoi Kovblyuk & Ponomarev, 2008 – Oroszország
- Tegenaria circeoensis Bolzern, Burckhardt & Hänggi, 2013 – Olaszország
- Tegenaria comnena Brignoli, 1978 – Törökország
- Tegenaria comstocki Gajbe, 2004 – India
- Tegenaria concolor Simon, 1873 – Szíria
- Tegenaria cottarellii Brignoli, 1978 – Törökország
- Tegenaria croatica Bolzern, Burckhardt & Hänggi, 2013 – Horvátország
- Tegenaria daiamsanesis Kim, 1998 – Koreai-félsziget
- Tegenaria dalmatica Kulczyński, 1906 – a Földközi-térségtől Ukrajnáig
- Tegenaria decolorata Kratochvíl & Miller, 1940 – Horvát
- Tegenaria decora Gertsch, 1971 – Mexikó
- Tegenaria dentifera Kulczyński, 1908 – Ciprus
- házi zugpók (Tegenaria domestica) (Clerck, 1757) - típusfaj; kozmopolita
- Tegenaria eleonorae Brignoli, 1974 – Olaszország
- Tegenaria elysii Brignoli, 1978 – Törökország
- Tegenaria epacris Levy, 1996 – Izrael
- Tegenaria faniapollinis Brignoli, 1978 – Görögország, Törökország
- Tegenaria femoralis Simon, 1873 – Franciaország, Olaszország
- hegyi zugpók (Tegenaria ferruginea) (Panzer, 1804) – Európa, Azori-szigetek (Venezuelába behurcolták)
- Tegenaria flexuosa F. O. Pickard-Cambridge, 1902 – Mexikó
- Tegenaria florea Brignoli, 1974 – Mexikó
- Tegenaria forestieroi Brignoli, 1978 – Törökország
- Tegenaria gertschi Roth, 1968 – Mexikó
- Tegenaria halidi Guseinov, Marusik & Koponen, 2005 – Azerbajdzsán
- Tegenaria hamid Brignoli, 1978 – Törökország
- Tegenaria hasperi Chyzer, 1897 – Franciaországtól Törökországig
- Tegenaria hauseri Brignoli, 1979 – Görögország
- Tegenaria hemanginiae Reddy & Patel, 1992 – India
- Tegenaria henroti Dresco, 1956 – Szardínia
- Tegenaria ismaillensis Guseinov, Marusik & Koponen, 2005 – Azerbajdzsán
- Tegenaria karaman Brignoli, 1978 – Törökország
- Tegenaria lapicidinarum Spassky, 1934 – Oroszország, Ukrajna
- Tegenaria lehtineni (Guseinov, Marusik & Koponen, 2005) – Azerbajdzsán
- Tegenaria lenkoranica (Guseinov, Marusik & Koponen, 2005) – Azerbajdzsán, Irán
- Tegenaria levantina Barrientos, 1981 – Spanyolország
- Tegenaria longimana Simon, 1898 – Törökország, Grúzia, Oroszország
- Tegenaria lunakensis Tikader, 1964 – Nepál
- Tegenaria lyncea Brignoli, 1978 – Törökország, Azerbajdzsán
- Tegenaria maelfaiti Bosmans, 2011 – Görögország
- Tegenaria mamikonian Brignoli, 1978 – Törökország
- Tegenaria maroccana Denis, 1956 – Marokkó
- Tegenaria maronita Simon, 1873 – Szíria, Libanon, Izrael
- Tegenaria mediterranea Levy, 1996 – Izrael
- Tegenaria melbae Brignoli, 1972 – Törökország
- Tegenaria mercanturensis Bolzern & Hervé, 2010 – Franciaország
- Tegenaria mexicana Roth, 1968 – Mexikó
- Tegenaria michae Brignoli, 1978 – Libanon
- Tegenaria mirifica Thaler, 1987 – Svájc, Ausztria, Olaszország
- Tegenaria montana Deltshev, 1993 – Bulgária
- Tegenaria montiszasensis Bolzern, Burckhardt & Hänggi, 2013 – Görögország
- Tegenaria nakhchivanica (Guseinov, Marusik & Koponen, 2005) – Azerbajdzsán
- Tegenaria oribata Simon, 1916 – Franciaország
- Tegenaria pagana C. L. Koch, 1840 – Európától Közép-Ázsiáig, USA-tól Chiléig, Új-Zéland
- Tegenaria parietina (Fourcroy, 1785) – Európa, Észak-Afrikától Közép-Ázsiáig, Srí Lanka, a Antilláktól Argentínáig
- Tegenaria parmenidis Brignoli, 1971 – Olaszország
- Tegenaria parvula Thorell, 1875 – Olasz, Románia
- Tegenaria pasquinii Brignoli, 1978 – Törökország
- Tegenaria percuriosa Brignoli, 1972 – Bulgária, Törökország
- Tegenaria pieperi Brignoli, 1979 – Kréta
- Tegenaria pindosiensis Bolzern, Burckhardt & Hänggi, 2013 – Görögország
- Tegenaria podoprygorai (Kovblyuk, 2006) – Ukrajna
- Tegenaria pontica Charitonov, 1947 – Grúzia
- Tegenaria pseudolyncea (Guseinov, Marusik & Koponen, 2005) – Azerbajdzsán
- Tegenaria racovitzai Simon, 1907 – Spanyolország, Franciaország
- Tegenaria ramblae Barrientos, 1978 – Portugália, Spanyolország
- Tegenaria regispyrrhi Brignoli, 1976 – Bulgária, Görögország, Balkán
- Tegenaria rhodiensis Caporiacco, 1948 – Rodosz-sziget, Törökország
- Tegenaria rilaensis Deltshev, 1993 – Macedónia, Bulgária
- Tegenaria rothi Gertsch, 1971 – Mexikó
- Tegenaria sbordonii Brignoli, 1971 – Olaszország
- Tegenaria schmalfussi Brignoli, 1976 – Kréta
- Tegenaria schoenhoferi Bolzern, Burckhardt & Hänggi, 2013 – Görögország
- Tegenaria scopifera Barrientos, Ribera & Pons, 2002 – Baleár-szigetek
- Tegenaria selva Roth, 1968 – Mexikó
- Tegenaria serrana Barrientos & Sánchez-Corral, 2013 – Spanyolország
- Tegenaria shillongensis Barman, 1979 – India
- Tegenaria silvestris L. Koch, 1872 – Európa, Oroszország
- Tegenaria talyshica Guseinov, Marusik & Koponen, 2005 – Azerbajdzsán
- Tegenaria taurica Charitonov, 1947 – Ukrajna, Grúzia
- Tegenaria tekke Brignoli, 1978 – Törökország
- Tegenaria tlaxcala Roth, 1968 – Mexikó
- Tegenaria tridentina L. Koch, 1872 – Európa
- Tegenaria tyrrhenica Dalmas, 1922 – Franciaország, Olaszország
- Tegenaria vallei Brignoli, 1972 – Líbia
- Tegenaria vankeerorum Bolzern, Burckhardt & Hänggi, 2013 – Görögország
- Tegenaria vignai Brignoli, 1978 – Törökország
- Tegenaria zagatalensis Guseinov, Marusik & Koponen, 2005 – Azerbajdzsán
- Tegenaria zamanii Marusik & Omelko, 2014 – Irán
- Tegenaria wittmeri Brignoli, 1978 – Bhután

## Textrix
Textrix Sundevall, 1833
- Textrix caudata L. Koch, 1872 — Mediterráneum, Közép-Európába behurcolták
- Textrix chyzeri de Blauwe, 1980 — Kelet-Európa
- Textrix denticulata (Olivier, 1789) — Európa
- Textrix intermedia Wunderlich, 2008 — Franciaország
- Textrix nigromarginata Strand, 1906 — Etiópia
- Textrix pinicola Simon, 1875 — Portugáliától Olaszországig
- Textrix rubrofoliata Pesarini, 1990 — Szicília

## Tikaderia
Tikaderia Lehtinen, 1967
- Tikaderia psechrina (Simon, 1906) — Himalája

## Tortolena
Tortolena Chamberlin & Ivie, 1941
- Tortolena dela Chamberlin & Ivie, 1941 — USA
- Tortolena glaucopis (F. O. P.-Cambridge, 1902) — Mexikótól Costa Ricáig

## Tuapoka
Tuapoka Forster & Wilton, 1973
- Tuapoka cavata Forster & Wilton, 1973 — Új-Zéland
- Tuapoka ovalis Forster & Wilton, 1973 — Új-Zéland

## Fordítás
- Ez a szócikk részben vagy egészben a List of Agelenidae species című angol Wikipédia-szócikk ezen változatának fordításán alapul.  Az eredeti cikk szerkesztőit annak laptörténete sorolja fel. Ez a jelzés csupán a megfogalmazás eredetét és a szerzői jogokat jelzi, nem szolgál a cikkben szereplő információk forrásmegjelöléseként.